# James Jude Courtney
James Jude Courtney (nacido el 31 de enero de 1957) es un actor, doble de acción estadounidense. Es conocido por interpretar al asesino en masa ficticio Michael Myers en la película Halloween de 2018 y sus dos secuelas, Halloween Kills y Halloween Ends.

## Vida y carrera
Courtney nació el 31 de enero de 1957, en Garfield Heights, Ohio, y se crio en Columbia, Carolina del Sur, como la mayor de siete hermanos. Desde temprana edad, Courtney estaba decidido a convertirse en actor e hizo cortometrajes desde el quinto grado hasta la universidad.
Comenzó a trabajar en Universal Studios Hollywood como guía turístico antes de ser elegido como Conan en el espectáculo en vivo Conan the Barbarian del parque. Courtney aplicó sus habilidades en las artes marciales al papel, que exigía caídas altas y peleas con espadas; sufrió múltiples lesiones durante las actuaciones. En Universal Studios, Courtney conoció al actor Brian Thompson y al coordinador de especialistas Alex Daniels, quienes lo ayudaron a expandirse como actor de especialistas.
Courtney hizo su debut como actor cinematográfico en 1989 en The Freeway Maniac y continuó actuando hasta 2002.

### Películasde Halloween
Courtney interpretó a Michael Myers en la película de terror Halloween de David Gordon Green, la secuela de 2018 de la película homónima de John Carpenter de 1978.
El anuncio de diciembre de 2017 de la participación de Castle en la película fue ampliamente informado como que retomó el papel de Myers, con Courtney solo haciendo un trabajo adicional como el personaje. 
Courtney volvió al papel para la secuela de la película de 2021, Halloween Kills, e interpretó al personaje por tercera vez en Halloween Ends de 2022, lo que le valió el galardón de ser el actor que interpretó a Myers más veces.
En honor a su interpretación de Michael Myers, el 19 de octubre, el día de estreno de la película en los Estados Unidos, se proclamó oficialmente el Día de James Jude Courtney en el condado de Warren, Kentucky. En enero de 2019, Courtney fue nominado a Mejor Actor en los premios Fangoria Chainsaw Awards 2019 junto a Castle por su trabajo en Halloween.

## Filmografía seleccionada
| Título                           | Año       | Televisión o Cine | Rol                                  | Notas                               |
| -------------------------------- | --------- | ----------------- | ------------------------------------ | ----------------------------------- |
| Turno de servicio                | 1987-1990 | Televisión        |                                      | Acrobacias                          |
| Aterrizaje de nudos              | 1989      | Televisión        | Pedro Cristóbal / R. Pedro Cristóbal | 3 episodios                         |
| Estamos hablando de dinero serio | 1991      | Película          | Motorista #2                         |                                     |
| Misterios sin resolver           | 1992      | Televisión        | pedro byrne                          |                                     |
| Lejos                            | 1992      | Película          | Boxer                                |                                     |
| Teatro de peligro                | 1993      | Televisión        | hombre, en, barra                    | 1 episodio                          |
| Experimento Filadelfia II        | 1993      | Película          | Técnico de vórtice                   |                                     |
| Cuando un hombre ama a una mujer | 1994      | Película          | Conde                                |                                     |
| Chica en el Cadillac             | 1995      | Película          |                                      | Acrobacias                          |
| Babilonia 5                      | 1994-1996 | Televisión        | Narn #1 / Gyor                       | 2 episodios; acrobacias             |
| Diablo en la carne               | 1997      | Televisión        | señor roberts                        |                                     |
| Buffy la caza vampiros           | 1998      | Televisión        | Der Kindestod                        | 1 episodio; acrobacias              |
| Nivel 9                          | 2000-2001 | Televisión        |                                      | Acrobacias; conductor de acrobacias |
| Halloween                        | 2018      | Película          | Michael Myers / The Shape            |                                     |
| Halloween Kills                  | 2021      | Película          | Michael Myers / The Shape            |                                     |
| Halloween Ends                   | 2022      | Película          | Michael Myers / The Shape            |                                     |